# Dansk Melodi Grand Prix 1991
Dansk Melodi Grand Prix 1991 fandt sted lørdag 16. marts 1991, og for første gang blev konkurrencen afholdt i Musikhuset Aarhus. Mek Pek og Camilla Miehe-Renard var værter. Henrik Krogsgaard stod igen i spidsen for Grand Prix-orkesteret. Grand Prix-koret bestod af Lei Moe & Lupe Moe, Jacob Launbjerg og Peter Busborg.
Vindersangen blev "Lige der hvor hjertet slår", der blev fremført af Anders Frandsen. Den opnåede dog kun en 19. plads ud af 22 ved Eurovision Song Contest 1991.

## Deltagere
| Nr. | Sang                            | Artist                                          | Komponist(er) / Tekstforfatter(e)       | Point | Placering |
| 1   | "Din musik, min musik"          | Birthe Kjær                                     | Kim Sjøgren / Keld Heick                | 2.411 | 3.        |
| 2   | "Casanova"                      | Lars Berthelsen & Lise Dandanell                | Frans Bak                               | –     | 6.        |
| 3   | "King Kong Baby"                | Lars Nielsen                                    | Christian Winding / Bent Hesselmann     | –     | 6.        |
| 4   | "Lige der hvor hjertet slår"    | Anders Frandsen                                 | Michael Elo                             | 3.819 | 1.        |
| 5   | "Var der ellers noget du ville" | Käte & Per                                      | Per Damgaard / Viggo Happel             | –     | 6.        |
| 6   | "Afrodite af i dag"             | Helle Børgesen                                  | Wolfgang Käfer / Daniel Käfer           | –     | 6.        |
| 7   | "Casino"                        | Pernille Pettersson                             | Iver Lind Greiner / Keld Heick          | 1.398 | 5.        |
| 8   | "Vinden hvisker"                | The Boyz (Klaus Phanareth & Jens Peter Clausen) | Klaus Phanareth / Kim Otto Jacobsen     | –     | 6.        |
| 9   | "Du er musikken i mit liv"      | Annette Heick & Egil Eldøen                     | George Keller / Hilda Heick, Keld Heick | 1.492 | 4.        |
| 10  | "Med eksprestog til Kina"       | Ulla Bjerre & Ole Bredahl                       | Ole Bredahl                             | 3.099 | 2.        |